# La muerte de Isolda
La muerte de Isolda es un cuento del escritor uruguayo Horacio Quiroga, publicado por primera vez en Cuentos de amor de locura y de muerte, en 1917.

## Resumen
El cuento trata sobre la ruptura de una relación donde el protagonista decide dejar a su novia al pensar que no la amaba. Sin embargo, al verla sufrir se da cuenta de que en realidad la ama, pero ya es tarde para arreglarlo. Años después se encuentra con ella, pero sigue siendo tarde para solucionar el daño causado. La referencia a Tristán e Isolda intensifica la imposibilidad del amor entre los personajes.